# Frederico Kuerten
Frederico Kuerten (Braço do Norte, 20 de maio de 1907 — 20 de outubro de 1978) foi um cirurgião-dentista e político brasileiro.

## Vida
Filho de Augusto Kuerten e Gertrudes Kuerten, irmão de Fredolino Kuerten. Casou com Clara Gesing Kuerten.
Além dos filhos do primeiro casamento, conheceu Maria de Lourdes Garcia com quem conviveu 11 anos e teve uma filha (Silvana Mara Garcia Kuerten).

## Carreira

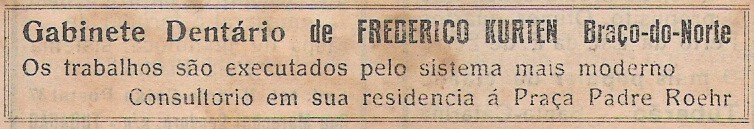
Anúncio comercial do gabinete dentário de Frederico Kuerten, 1941

Foi vereador na câmara de Tubarão pelo então distrito de Braço do Norte, assumindo o cargo em 20 de dezembro de 1947. Foi eleito pela União Democrática Nacional (UDN) deputado à Assembleia Legislativa de Santa Catarina na 2ª legislatura (1951 — 1955) (com 2699 votos), na 3ª legislatura (1955 — 1959), como suplente convocado (com 2301 votos), e na 4ª legislatura (1959 — 1963) (com 4895 votos). Foi primeiro secretário da Assembleia Legislativa em 1962.
Dentre suas realizações é creditado ao deputado Frederico Kuerten a lei de criação do município de Braço do Norte.
Foi sepultado no Cemitério São Cristóvão, no bairro de Capoeiras, em Florianópolis.